# Lekarze marzeń
Lekarze marzeń (ang. Presidio Med, 2002–2003) – amerykański serial obyczajowy stworzony przez Johna Wellsa i Lydię Woodward.
Światowa premiera serialu miała miejsce 24 września 2002 roku na kanale CBS. Ostatni odcinek został wyemitowany 24 stycznia 2003 roku. W Polsce serial nadawany był na kanałach TVN i TVN7.

## Obsada
- Dana Delany jako doktor Rae Brennan
- Sasha Alexander jako doktor Jackie Colette
- Paul Blackthorne jako doktor Matt Slingerland
- Blythe Danner jako doktor Harrient Lanning
- Anna Deavere Smith jako doktor Letty Jordan
- Oded Fehr jako doktor Nicolas Kokoris
- Julianne Nicholson jako doktor Jules Keating
- Jennifer Siebel jako Cyndy Lloyd

## Spis odcinków
| N/o            | Tytuł angielski                |
| -------------- | ------------------------------ |
|                |                                |
| SERIA PIERWSZA |                                |
|                |                                |
| 01             | This Baby's Gonna Fly          |
|                |                                |
| 02             | Second Chance                  |
|                |                                |
| 03             | Do No Harm                     |
|                |                                |
| 04             | When Approaching a Let-Go      |
|                |                                |
| 05             | Secrets                        |
|                |                                |
| 06             | Milagros                       |
|                |                                |
| 07             | Once Upon a Family             |
|                |                                |
| 08             | Pick Your Battles              |
|                |                                |
| 09             | Suffer Unto Me the Children... |
|                |                                |
| 10             | With Grace                     |
|                |                                |
| 11             | Breathless                     |
|                |                                |
| 12             | Good Question                  |
|                |                                |
| 13             | Best of Enemies                |
|                |                                |
| 14             | Cascading                      |
|                |                                |